# Empyrén
Empyrén eller Empyreum var den översta världsregionen, den yttersta sfären, i en vanlig antik föreställning om världen, också kallad eldhimmeln. Man tänkte sig att elden (ett av de fyra elementen som allting består av) alltid strävar uppåt, och därför samlas i Empyrén. Detta var mekanismen bakom de ljusfenomen man såg på himlen. 
De medeltida kristna filosoferna betecknade med empyreum ljusets boning, himlen, de saligas hemvist.